# O Enterro da Cafetina
O Enterro da Cafetina é um filme de comédia brasileiro, estreado em agosto de 1971, produzido e protagonizado por Jece Valadão e dirigido por Alberto Pieralisi. O filme teve um público de 1.355.674 espectadores, sendo o quinto filme mais assistido de 1971. Em 1973 foi lançada a sequência, "A Filha de Madame Betina".

## Sinopse
No Rio de Janeiro, a famosa cafetina Madame Betina, dona do bordel "Palácio de Cristal", pede para ser enterrada com muita festa e alegria e abençoada por um padre católico. Durante o enterro, o publicitário Otávio, um de seus clientes mais antigos e boêmio incorrigível, rememora em tom de crônica cínica e bem-humorada, acontecimentos da vida dele, ao lado de dois dos seus melhores amigos: o repórter policial de imprensa sensacionalista Rolando e o ex-cantor lírico e guerrilheiro urbano Gianini. No início da década de 1960, Otávio tentara investir no ramo de pornografia, apoiado por Madame Betina, mas foi preso. Influenciado por Gianini, fez parte de uma célula clandestina de Esquerda política (caricata) e praticou um atentado. Enquanto isso, buscava uma moça donzela para casar.

## Elenco
- Jece Valadão - Otávio
- Paulo Fortes - Gianini
- Fernando José - Rolando
- Eva Christian - Marlene
- Elza Gomes - Madame Betina, a cafetina
- Elizângela - Rosa Maria
- Nadir Fernandes - Assistente social
- Arthur Costa Filho - Geraldo
- Felipe Carone - Biancamano Sobrinho
- Duarte de Moraes - Dono do botequim
- Abel Pêra - Dono da pensão
- Henriqueta Brieba - Dona da pensão
- Jorge Cherques - Editor de revista
- Francisco Dantas - Delegado de polícia
- Bob Nelson - Boêmio
- Jotta Barroso - Boêmio
- José Paulo - Boêmio

## Recepção
Inácio Araujo em sua crítica para a Folha de S.Paulo destacou que "'O Enterro da Cafetina' detona certos hábitos hipócritas".